# Gongcultuur

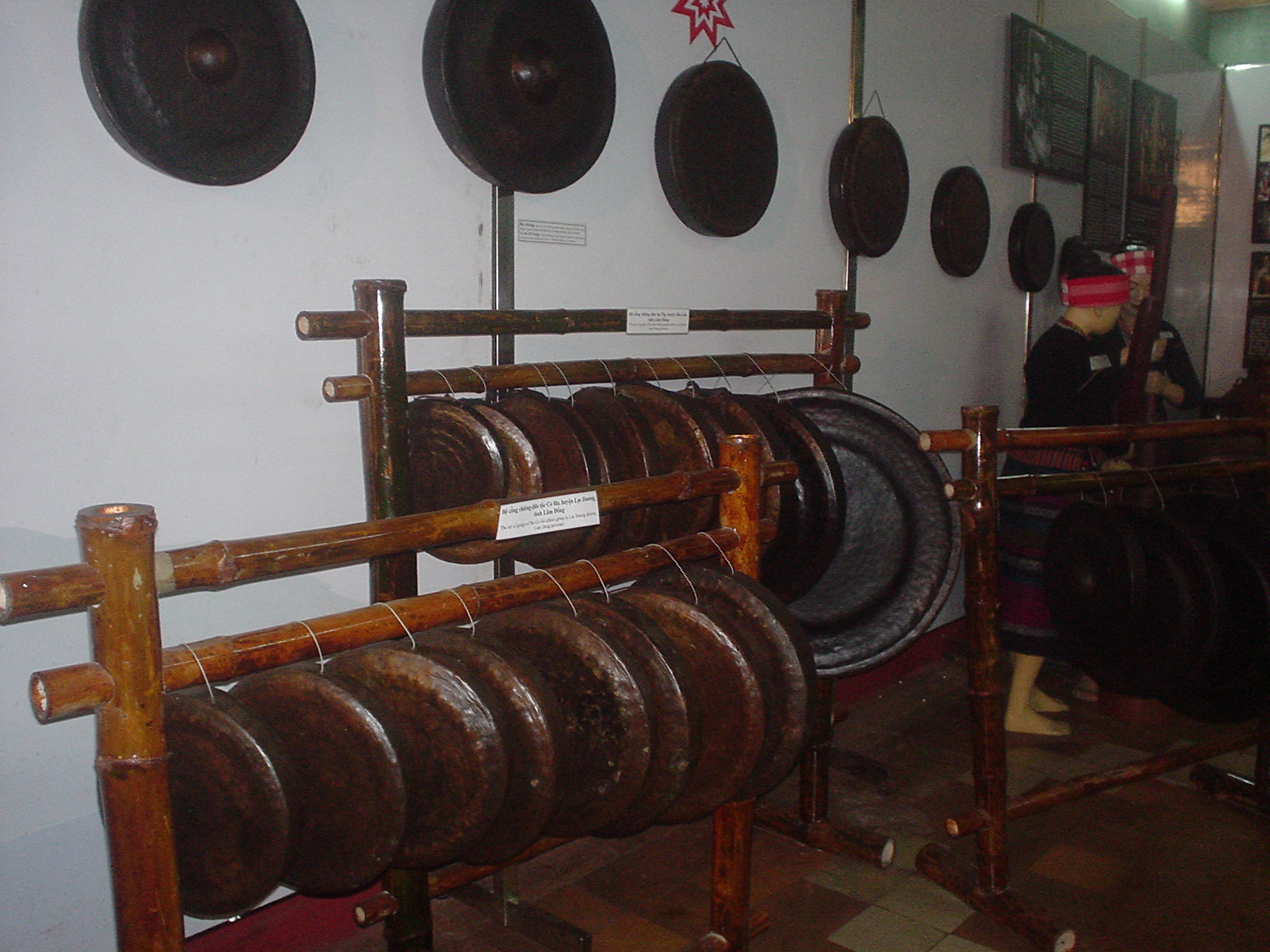
Tây Nguyên gongen, Vietnam

De Gongcultuur is in 2005  door UNESCO aan de Lijst van Meesterwerken van het Orale en Immateriële Erfgoed van de Mensheid toegevoegd. Deze cultuur is aanwezig in meerdere provincies in Vietnam en bevat zeventien verschillende etnische groepen in de Tây Nguyên (Centrale Hooglanden).
Het geloofssysteem staat in nauw contact met het dagelijks leven en de seizoenen. De gong is een 'taal' tussen mens, godheden en de bovennatuurlijke wereld. Achter elke gong schuilt een god of godin, de leeftijd van de gong bepaald de kracht van deze godheid. Elke familie bezit ten minste een gong, welke autoriteit en prestige vertegenwoordigt. 
De gong is bij elk ritueel aanwezig. De manier van gongspelen is in elk dorp anders. De gong is tussen de 25 en 80 cm in diameter. In dorpsensembles worden drie tot twaalf gongen bespeeld. Er zijn verschillende arrangementen en ritmes voor verschillende ceremonie, zoals het offeren van een dier of het zegenen van rijst. 